# Anton Dahlin
Sven Peder Anton Dahlin, född 14 april 1886 i Månsarps församling i Jönköpings län, död 27 augusti 1963 i Karlstad, var en svensk bankman.
Dahlin tog kansliexamen 1907, var tjänsteman i Skånska handelsbanken 1907–1918 och ledamot och assistent i Bankinspektionen 1918, byråinspektor för bankärenden där 1921, samt sparbanksinspektör och chef för Sparbanksinspektionen 1929. År 1934 kom han till Karlstad som verkställande direktör i Wermlands Enskilda bank. Dahlin är begravd på Stavnäs kyrkogård.